# Nicky Case
Nicky Case (11 de septiembre de 1994) es una desarrolladora de videojuegos independiente y diseñadora web canadiense. Ha desarrollado sitios web interactivos y videojuegos en línea como Coming Out Simulator, Explorable Explanations, We Become What We Behold y Parable of the Polygons. Sus obras se caracterizan por su objetivo recurrente de "ayudar a las personas a comprender sistemas complejos", presentando dilemas y posibles soluciones de una manera filosófica. Case también ha colaborado con teóricos y académicos como Stefano Gualeni, Vi Hart y Bret Victor.
Además de diseñar y desarrollar videojuegos, Case ha estado activa en su sitio web y blog, ncase.me, subiendo periódicamente publicaciones, historias cortas y cómics sobre salud mental, juegos y cultura mediática, seguridad contra el COVID-19 y ciencias sociales, entre otros. También ha publicado contenido educativo en el que enseña matemáticas, cómo programar y cómo crear juegos.

## Carrera
Case comenzó a desarrollar juegos a la edad de 13 años mediante la creación de varios videojuegos flash independientes en la plataforma multimedia Newgrounds. Su primera incursión en la industria de los juegos fue una pasantía en Electronic Arts (EA), con la ayuda de un juego de Newgrounds creado por ella (titulado :the game:) que se hizo popular.
A pesar de decir que EA era "amigable con las personas queer", Case dijo que se inspiró para independizarse por la forma en que los proyectos podrían fracasar en cualquier momento en EA. Hasta el 2023, ha creado 42 sitios web, juegos, videos, blogs y otro contenido, los cuales están disponibles en su sitio web oficial.

### Primeros proyectos independientes yComing Out Simulator 2014
A través de una plataforma de crowdfunding, Case financió su primer proyecto independiente, llamado Nothing To Hide. Sin embargo, durante ese tiempo, Case trabajó en algunos proyectos paralelos que resultaron ser más exitosos que el juego en sí. El primero fue un tutorial sobre cómo funcionaban las sombras en el juego, y el segundo fue una presentación para Nar8 Game Jam4 para el cual creó Coming Out Simulator 2014, un juego en el que contaba su historia personal al revelarse como bisexual ante sus padres y las consecuencias de ello. Sin embargo, a diferencia de la realidad, el juego tenía múltiples finales, dependiendo de las elecciones del jugador. La respuesta al juego fue muy positiva y fue nominado a la edición 2015 del Independent Games Festival en la categoría Excelencia en Narrativa.

### Parábola de los polígonos
El tutorial sobre sombras también logró el éxito y llegó a la portada del sitio web de imágenes Imgur. Posteriormente, Case fue contactada por el diseñador de interacción Bret Victor para unirse a un taller en donde conoció a Vi Hart, una youtuber educativa enfocada en las matemáticas. Esto llevó a un proyecto colaborativo llamado Parable of the Polygons (disponible en español como Parábola de los polígonos), una explicación interactiva sobre las complicaciones del prejuicio y la discriminación. Recibió una recepción crítica abrumadoramente positiva, y Joanna Rothkopf, de Salon, lo calificó como "una introducción adorable y elocuente a los problemas de la segregación".
Con el éxito del tutorial de sombras, Parable of the Polygons y los siguientes juegos interactivos, Case comenzó a construir su reputación como diseñadora interactiva. Su misión se convirtió en "explorar el aún poco explorado medio de la interactividad"  y creó Explorable Explanations, una plataforma donde otras personas podían crear y publicar artículos interactivos de cualquier tipo y campo educativo.

### Adventures with Anxiety
El último lanzamiento de Case se alejó ligeramente de la jugabilidad basada en sistemas y volvió a la interactividad más narrativa de Coming Out Simulator 2014. Adventures with Anxiety representa la propia lucha de Case para aceptar y afrontar el trastorno de ansiedad. La intención del juego era ayudar a que los jugadores aprendan cómo tener una mejor relación consigo mismos y con otras personas. En una entrevista con Storybench, Case explica que los juegos son su formato preferido, al igual que un músico usa una canción para expresarse. Según Case, "podía usar las opciones del juego para obligar a la persona jugadora a reflexionar y expresar sus miedos más profundos, y luego crear una relación más saludable con esos miedos".
Adventures with Anxiety, junto con algunos de sus otros proyectos, son de dominio público y la página web de los juegos incluye el código fuente completo de forma gratuita. Case explica que, cuando comenzó a crear juegos, se benefició enormemente del código fuente abierto publicado por otras personas y que quería "devolver el favor" y estimular a otros a crear sus propios juegos.

### Otros trabajos
En 2013 lanzó Nothing to Hide, un prototipo de videojuego de sigilo. Este prototipo, que tiene como temática la vigilancia y la privacidad, fue financiado colectivamente y publicado bajo la licencia CC0 en GitHub entre 2013 y 2015.
En 2016, Case lanzó We Become What We Behold, un juego sobre la prensa amarillista y los círculos viciosos.
En 2017 lanzó la presentación interactiva The Evolution of Trust (La Evolución de la Confianza, en la traducción al español). En un intento de explicar la tregua de Navidad y el aumento de la desconfianza en la sociedad moderna, The Evolution of Trust utiliza un experimento mental similar al dilema del prisionero. A medida la presentación avanza, se analizan los estilos de juego óptimos y el experimento se amplía para incluir factores como errores humanos e interacciones repetidas.
Durante la pandemia de COVID-19, Case también publicó una explicación sobre la propagación del COVID-19 y cómo interactúa con las medidas de confinamiento, y un cómic de concientización sobre el uso y la necesidad de aplicaciones de rastreo de contactos libres de vigilancia.

## Vida personal
Case se identifica como cuirgénero y prefiere ser referida con los pronombres "ella" o "elle". Nació en Singapur y se mudó con su familia a Vancouver cuando era joven.